# 弗雷德里克县 (马里兰州)
弗雷德里克县（英語：Frederick County）是美国马里兰州的一个县，县治弗雷德里克。根据美国人口普查局2020年统计，共有人口27萬1,717人；人口比例白人約占89.33%、非裔占6.36%、亞裔占1.67％。
美国总统度假胜地戴维营就位于该县境内。

## 地理

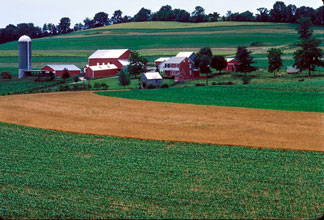
一个位于弗雷德里克县的农场

根據美国人口普查局的數據，弗雷德里克县的總面積是1,728平方公里（667平方英里）。陸地占有1,717平方公里（663平方英里），餘下的12平方公里（4平方英里，相等于0.67%）則為水域。弗雷德里克县是马里兰州中最大的一个县。

### 主要道路
- 70號州際公路
- 270號州際公路（英语：Interstate 270 (Maryland)）
- 15號州際公路
- 40號州際公路
- 340號美國國道（英语：U.S. Route 340）
- 17號馬里蘭州州道（英语：Maryland Route 17）
- 26號馬里蘭州州道（英语：Maryland Route 26）
- 28號馬里蘭州州道（英语：Maryland Route 28）
- 75號馬里蘭州州道（英语：Maryland Route 75）
- 77號馬里蘭州州道（英语：Maryland Route 77）
- 80號馬里蘭州州道（英语：Maryland Route 80）
- 85號馬里蘭州州道（英语：Maryland Route 85）
- 180號馬里蘭州州道（英语：Maryland Route 180）
- 194號馬里蘭州州道（英语：Maryland Route 194）
- 351號馬里蘭州州道（英语：Maryland Route 351）
- 355號馬里蘭州州道（英语：Maryland Route 355）
- 550號馬里蘭州州道（英语：Maryland Route 550）

## 人口
根据美国人口普查局於2000年時所作的统计，弗雷德里克县有195,277名居民，70,060戶及51,914個家庭。其人口結構如下：89.33%為白人、6.36%為黑人和非裔、0.21%為印第安原住民、1.67%為亞裔、0.03%為太平洋島原住民、0.92%為其他種族、1.47%為由數個種族相合以成（即混血兒）、2.39%的人口為西班牙裔或拉丁美洲任何種族、12.30%為愛爾蘭裔、12.90%為原生美国人及10.10%為英國裔。
弗雷德里克县共有70060戶，其中38.60%有未滿18歲的孩子與他們同住、61.10%與配偶生活在一起、9.40%是一位女人居住而沒有與丈夫同居、而25.90%是沒有成家之人。
在弗雷德里克县人口中有27.60%的年齡是在18歲以下、7.40%是從18嵗至24歲的人、32.70%是從25歲至44歲的人、22.60%是45至64歲和9.60%的人在65歲以上。其人民平均年齡為36歲，每100名女性便有約93.90名男性。
此縣每戶入息中位數為60276美元，每家則為67879美元。男性的入息中位數為42378美元，而女性則為30564美元。人均收入為25404美元。約2.90%的家庭和4.50%的人口處於貧窮線以下，當中有4.90%未滿18歲、6.00%達65歲或以上。

## 外部連結
- Frederick County government （页面存档备份，存于）
- Frederick County Public Schools (FCPS) （页面存档备份，存于）
- Frederick County Public Libraries (FCPL) （页面存档备份，存于）
- Frederick County Tourism （页面存档备份，存于）
- 中的“Frederick County, Maryland”
- Frederick County Restaurants
- Frederick County Board of County Commissioners